# Socialización de los medios de producción

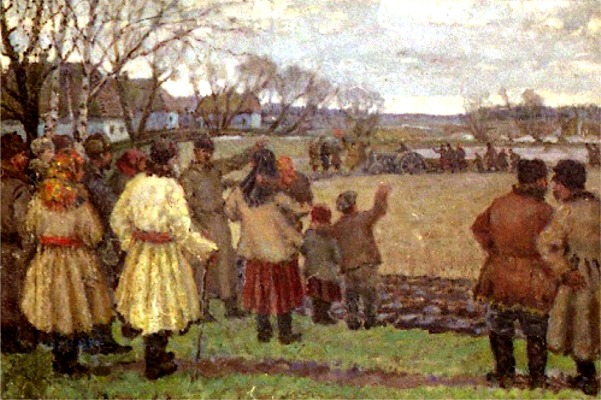
El primer tractor, de Vladímir Krijatzki. Una visión romántica de la colectivización.

Por socialización de los medios de producción, también conocido como colectivización, se entiende en economía política y ciencia política, el proceso de estructuración o reestructuración de la economía sobre bases socialistas, por lo general mediante el establecimiento de un sistema de producción para su uso en lugar de organizar la producción para el beneficio privado, junto con el final de la operación de las "leyes" del capitalismo. En su forma más desarrollada, el concepto de socialización implica el fin del dinero y la valoración financiera y el cálculo en el proceso de producción. El término se superpone muchas veces con el de nacionalización o estatización de la industria y la empresa de un país, aunque no es necesariamente un sinónimo. Alternativamente, la socialización de los medios de producción puede significar el proceso de pasar de un régimen de propiedad privada individual de tales medios hacia uno de propiedad no necesariamente estatal, ya sea comunitaria o cooperativa. Sin embargo, a lo que realmente apuntó Marx fue a la socialización de los medios de producción en una propiedad colectiva, ya sea comunitaria o cooperativa. Que el Estado no puede ser defensor de los intereses generales, ya que este defiende en el Estado burgués el orden establecido, la propiedad privada y la clase dominante. La abolición de la propiedad privada lleva a la desaparición del Estado, y por consiguiente de las clases sociales. Sin la abolición del Estado nunca habrá una genuina emancipación humana. La concentración en manos del Estado de todos los medios de producción no es marxista, y traería consigo la aparición de una nueva clase social dominante: los burócratas.
La propuesta de socializar los bienes no se extiende a los bienes de consumo y/o pertenencias personales, ni busca evitar sueldos o ganancias derivadas del esfuerzo personal. Así, por ejemplo, Jan Wacław Machajski escribe: «La socialización de los medios de producción no significa otra cosa que la abolición del derecho de propiedad privada y de la gestión privada de las fábricas y de la tierra. En sus ataques contra el industrial, el socialista no toca los “honorarios” del director y del ingeniero».
Para corrientes más comunitarias el concepto tiene el sentido específico de integrar los procesos económicos al control conjunto de la sociedad. Dice Peter Singer al respecto de este punto de vista: «La otra idea que es enormemente importante es esta noción de libertad, la idea que es tan diferente de la noción liberal. No podemos ser libres a menos que controlemos nuestro destino, a menos que nosotros, en lugar de ser arrastrados por el viento de las circunstancias económicas (para Marx) o dirigidos por la mano invisible de la razón (para Hegel) realmente tomemos control, realicemos nuestro poder, realicemos la capacidad colectiva de los seres humanos para controlar nuestro destino, y lo hagamos... es una idea de gran importancia. Ahora que ha sido presentada por Hegel y Marx, no será olvidada. En ese sentido, se puede decir que socialización es el proceso opuesto a alienación. Sin embargo, de hecho, existen diferencias sobre medios y fines en relación con como se podría o debería efectuar tal control social, por ejemplo, poniendo tales procesos bajo el control de alguna forma u organización política (comunas, consejos, federaciones de tales comunas o consejos, etc) o bajo el control directo de los trabajadores, lo que junto a otras consideraciones sobre lo que una socialización implica o no.
El contraste entre lo que significa la socialización de la producción para el Estado socialista, el comunismo sin Estado —ideal supremo del marxismo— y para el anarcocomunismo o corrientes afines han ocasionado un debate prolongado —aunque no siempre activo— acerca de lo que el proceso es y el cómo efectuarlo. Tales diferencias se agudizan en el caso de aquellos que proponen políticas de privatización, quienes generalmente entienden a la privatización como una «devolución de la economía a la sociedad»[cita requerida] y en cambio aplican el término socialización a la apropiación o nacionalización por parte de un Estado, entendiendo esta como necesariamente la entrega de la economía a la burocracia, es el caso del Premio Nobel de Economía Friedrich Hayek en su libro Camino de servidumbre.[cita requerida]

## Orígenes y evolución del concepto
El término «socialización» empezó a ser usado conjuntamente con el desarrollo del liberalismo clásico. En esa época, de acuerdo a la visión positivista de Ernest Burgess, socialización significaba algo así como «la participación de un círculo creciente de personas en la vida social. A través de tal proceso un conglomerado de pequeñas aldeas o comunidades “democráticas” del tipo de la “mark” alemana, con sus cien o dos cientos habitantes, han evolucionado a la democracia británica, con sus cuarenta millones».
El primero en introducir el concepto —aunque no el término— al vocabulario socialista parece ser Robert Owen, quien, a partir de sus «experimentos» en New Lanark, propuso, en 1813, que la participación de los trabajadores en la administración de empresas y repartición de ganancias llevaran no solo a un mejoramiento del carácter (moral y social) de los trabajadores sino también a un incremento en la producción.
Consecuentemente, Owen propuso que la producción general debería efectuarse a través de cooperativas de producción.

El primero que usó el término para referirse a un proceso principalmente económico parece haber sido Proudhon, para quien tiene un sentido de ser uno de «síntesis social» que supera contradicciones (en su sentido dialéctico). Por ejemplo, en su Filosofía de la pobreza, Proudhon localiza una de esas contradicciones en la diferencia entre el valor general de un objeto o bien y el valor de cambio —contradicción que el considera es la base de la desigualdad y, por lo tanto, de la pobreza—. Para Proudhon, el valor de cambio debería ser igual al «valor de producción»: algo que cuesta cuatro horas de trabajo debería ser igual en valor a cualquier otra cosa cuya manufactura sea cuatro horas de trabajo. Esa igualdad «real» de valores es el «valor sintético». En la opinión de Proudhon, si todos los intercambios se basaran en tal valor sintético, nadie podría hacer ganancia extras, o enriquecerse a costo de otros y cada contribución a la sociedad sería compensada en su valor justo: 
doquiera que el labor no ha sido socializado -esto es, donde sea que valor no es determinado sintéticamente - hay irregularidades y deshonestidades en el intercambio, una guerra de estratagemas y emboscadas, impedimentos a la producción, circulación y consumo, trabajo improductivo... Pero al mismo tiempo un esfuerzo del genio de la sociedad para obtener justicia y una tendencia constante hacia la asociación y el orden”... y.. “La idea del valor constituido socialmente, o de proporcionalidad de valores, sirve para explicar aún más... (f) como el valor social continuamente elimina valor ficticio, - en otras palabras, como la industria afecta la socialización del capital y propiedad.
Sin embargo, Proudhon no se detiene ahí sino que nota que el proceso introduce un nuevo problema: «El socialismo, mientras protesta —y con razón— contra esta competencia anárquica no ha todavía propuesto algo satisfactorio para su regulación, como lo demuestra el hecho que encontramos por doquier en las utopías que han visto la luz, la determinación del valor abandonado al control arbitrario y todas las reformas terminando ahora en corporaciones jerárquicas, ahora en el monopolio del Estado, o la tiranía del comunismo».
La solución que Proudhon propone se basa en la supresión del Estado y la formación de asociaciones libres basadas en el mutualismo, en el cual la propiedad de los medios de producción —a diferencia del producto del uso de tales medios— es común. Estas asociaciones, en la opinión de Proudhon, y una vez establecido el sistema de «valor sintético», cooperarán, en forma natural y equilibrada, entre sí. Proudhon se opone tanto a la propiedad individual, privada, como a la estatal. La propiedad de los medios de producción pertenecería naturalmente a las comunidades como tales, cada trabajador siendo el propietario de lo que produce y los trabajadores en esas comunidades controlando el uso de tales medios: «Bajo la ley de asociación, la transmisión de riqueza no se aplica a los instrumentos del trabajo».
Lo anterior se puede resumir diciendo que, para Proudhon, la socialización es, fundamentalmente, el proceso que pone bajo control social la determinación del valor de cambio. Tal socialización no implica la abolición de la propiedad privada en su totalidad, y específicamente se opone a la propiedad estatal: la propiedad debería ser mutual o cooperativa.

Como consecuencia de la influencia de estas visiones, el Congreso de la AIT en 1868 —que ha sido descrito como “el momento de aceptación definitiva de la idea de socialización por parte de la AIT—:
se pronunció claramente en favor del colectivismo industrial, entendido como propiedad ejercida por las cooperativas de producción y no como propiedad estatal. En lo concerniente a la agricultura se dispuso una solución parecida: la tierra sería poseída por las comunidades locales y la cultivarían los trabajadores afiliados en cooperativas agrícolas. El congreso se esforzó en señalar el peligro de que las cooperativas tomaran formas capitalistas, y se subrayó que el objeto de éstas era arrebatar los instrumentos de producción de las manos de los potentados para devolverlos a los obreros, quienes eran sus legítimos propietarios. El congreso repudió las cooperativas de consumo a la Rochdale y las de producción que pagaban intereses al capital invertido en ellas.
Marx y Engels continúan con esa percepción general en su visión de socialización. Pero, en su opinión, en lugar de ser un proceso que depende de la conciencia humana o social, es uno que es una parte integral del proceso productivo general, y que conduce inexorablemente al reconocimiento por parte de la sociedad del carácter social de la economía y sus procesos y elementos: «... esas fuerzas productivas en sí mismas tienden, con creciente energía, a la remoción de las contradicciones existentes, a su abolición de su calidad como capital, al reconocimiento practico de su carácter como fuerzas sociales de producción».
Como fenómeno económico general o universal, la socialización adquiere diferentes características en diferentes modos de producción. La característica central que la socialización exhibe en el capitalismo es la transformación de los medios de producción en capital:
Por otra parte, aunque restringido su ámbito de influencia a los Estados Unidos y otros países anglosajones durante una parte del siglo XIX, una facción que quería combinar la economía de mercado con el socialismo antiautoritario se planteó el uso de los principios del laissez faire para socializar los medios de producción, queriendo abolir lo que denominaban el «privilegio gubernamental otorgado al capital» que crea una «condición de perpetuo sometimiento al salario», abolición que permitiría a las personas a «trabajar para sí mismas» o poder «capitalizar sus propios productos». O lograr una condición donde «las empresas con asalariados tomarían enormemente el carácter de facto de cooperativas autogestionadas con el propietario siendo poco más que un compañero de trabajo».

## El capital, un poder social
De acuerdo a Marx y Engels entonces es a través del uso del dinero como mercadería general de intercambio que —a falta de mejor término— la «socialización capitalista» hace accesible a las personas en el modo de producción capitalista tanto los medios de producción como el producto de esos procesos: los medios llegan a ser una mercancía y una mercancía es todo «aquello que se puede vender o comprar», a diferencia de, por ejemplo, la propiedad de la tierra en el feudalismo, en el cual tal propiedad depende, exclusivamente, del favor del señor feudal.
Ese proceso de socialización no se detiene con la imposición del capitalismo, sino que continúa y se extiende, adquiriendo diferente aspectos: desde el desarrollo, a través de formas socializadas de investigación y desarrollo tecnológicas de instrumentos productivos (herramientas, máquinas, etc) y planificación, que solo pueden ser implementados y/o utilizados por comunidades o, por lo menos, grupos de individuos, pasando por la creación y desarrollo de formas organizacionales de producción y consumo «socializantes» —tales como las sociedades mercantiles (la abolición del capital como propiedad privada dentro de los confines del modo de producción capitalista) y las cooperativas de producción (la «abolición positiva» o «sublación» del capitalismo, en la medida que los trabajadores son también los propietarios)— para llegar a la interrelación de los habitantes de todos los países a través de los mercados.
Esa «centralización» o acumulación —primero en grandes empresas de asociación y después en manos del Estado— es un paso esencial —en la opinión de Marx— hacia el desarrollo de la socialización de los medios a través del desarrollo del capitalismo que termina en el socialismo.  Esto implica que estatización no es ni puede ser considerado una medida socialista. Marx introduce explícitamente una diferencia entre propiedad del Estado y propiedad de la sociedad: «Finalmente, el comunismo es la expresión positiva de la anulación de la propiedad privada —primero como propiedad privada universal...». Engels es aún más específico: «Ciertamente, si la nacionalización de la industria del tabaco fuese socialismo, habría que incluir entre sus fundadores a Napoleón y a Metternich».

Las medidas prácticas que Marx y Engels sugieren son la completación de la «socialización capitalista», concentrando en manos del Estado la propiedad de los medios de producción, es decir: posesión, planificación y control de la tierra, capital y las finanzas, incluyendo alocación, organización y distribución «con arreglo a un plan colectivo» (ver Manifiesto comunista) y agrega: 
Tan pronto como, en el transcurso del tiempo, hayan desaparecido las diferencias de clase y toda la producción esté concentrada en manos de la sociedad, el Estado perderá todo carácter político. El Poder político no es, en rigor, más que el poder organizado de una clase para la opresión de la otra. El proletariado se ve forzado a organizarse como clase para luchar contra la burguesía; la revolución le lleva al Poder; mas tan pronto como desde él, como clase gobernante, derribe por la fuerza el régimen vigente de producción, con éste hará desaparecer las condiciones que determinan el antagonismo de clases, las clases mismas, y, por tanto, su propia soberanía como tal clase. Y a la vieja sociedad burguesa, con sus clases y sus antagonismos de clase, sustituirá una asociación en que el libre desarrollo de cada uno condicione el libre desarrollo de todos.

## Desarrollos posteriores
Se ha sugerido que persiste una confusión entre la completación del desarrollo de la «socialización capitalista» y la transformación de tal socialización en socialismo debido a que Marx efectuó un análisis inadecuado o que falló en delinear precisamente el quién y cómo llevaría a cabo ese «plan colectivo». Marx pensaba que bastaría que se eliminara la propiedad individual para que el interés privado desapareciera y el social se hiciera universal. Sin embargo —se ha alegado— no percibió que una vez que la propiedad privada hubiese desaparecido, iba a adquirir importancia capital la cuestión del control político de las relaciones sociales. Y entonces el problema del socialismo iba a pasar a ser una cuestión de democracia.
Esto, obviamente, reintroduce el problema hecho presente en la crítica de Proudhon: la consideración acerca de «todas las reformas terminando ahora en corporaciones jerárquicas, ahora en el monopolio del Estado, o la tiranía del comunismo» —solo que la tiranía del comunismo adquiere ahora un significado adicional.
Lenin intenta resolverlo alegando que el asunto se reduce al cálculo económico y que ese cálculo es una tarea política propiamente tal, y por lo tanto es el «proletariado organizado» (es decir, el partido o los soviets) quien lo debe efectuar.Esta visión fue avanzada explícitamente por Lenin: «La defensa interesada del capitalismo por los ideólogos burgueses (...) consiste, principalmente, en suplantar con discusiones y parloteos sobre un remoto porvenir el problema más vital y más urgente de la política de hoy: expropiar a los capitalistas, transformar a todos los ciudadanos en trabajadores y empleados de un “consorcio” único, a saber, de todo el Estado, y subordinar por completo el trabajo de todo este consorcio a un Estado realmente democrático: al Estado de los Soviets de diputados obreros y soldados».
Aun así, Lenin advierte que tal situación no es socialismo. De acuerdo a varios autores, la confusión o la denominación de la economía estatal bolchevique como socialista es el producto de la era estalinista —sino la implementación de tareas necesarias: «La desventura de nuestras “izquierdas” es no haber comprendido la esencia misma de la «situación actual», el tránsito de la confiscación (para realizar la cual se requiere sobre todo decisión del político) a la socialización (para realizar la cual se requiere del revolucionario otra cualidad). (Lenin, op cit).
Sin embargo, algunos otros tienen una visión diferente de las prioridades. Por ejemplo Pannekoek, partiendo de una crítica a la propuesta de Otto Bauer —equivocada en su opinión— de socialización sugiere: «De las dos transformaciones principales provocadas dentro de la producción por el socialismo, la supresión de la explotación y la organización del sistema económico, la primera es la principal y la más importante para el proletariado. Se podría concebir una organización de la producción sobre una base capitalista; conduciría entonces al socialismo de Estado, a una esclavitud y explotación más completa del proletariado mediante la fuerza centralizada del Estado.... Esta socialización reemplaza el capitalismo privado por el capitalismo de Estado; el Estado asume la tarea de extraer ganancias de los obreros y dárselas a los capitalistas. Para los obreros poco cambiará, tendrán que crear igual que antes un ingreso sin trabajo para los capitalistas. La explotación permanece exactamente como antes...», y Markovic dice (en 1981): «De hecho se puede demostrar como en las ideas filosóficas básicas de Marx acerca de la emancipación humana y la praxis son incompatible con cualquier monopolio estatal y gobierno de partido, y que la verdadera socialización de los medios de producción requiere una verdadera participación de los ciudadanos en el proceso de llegar a decisiones. Nuestro problema siguiente es bajo cuáles condiciones históricas esto es posible».
En estos debates se destacaron personas como Lenin, Trotski, Pannekoek, Otto Bauer, Karl Polanyi. y Otto Neurath.
Una participación «externa» destacada en ese debate fue la de algunos miembros de la escuela austriaca, quienes avanzan a argumentar que socialización es inseparable del proceso de planificación y control. Esto a su vez dio origen a otro debate, íntimamente relacionado con el asunto: el llamado debate sobre el cálculo económico en el socialismo. Este último llegó a concretarse principalmente entre «austriacos» y «marxistas» partidarios del socialismo de mercado. Por ejemplo Abba Lerner y Oskar Lange, quienes, junto a otros autores conceptualizan el problema en términos de «control» (sobre los medios de producción) a diferencia de propiedad de la mismos. Consecuentemente se abocaron a derivar de un modo formal las condiciones marginales a partir de las cuales los administradores de las empresas estatales debían orientar sus actividades sin necesidad de un control político central más allá de un mandato a maximizar producción.
Esta rama del debate condujo -indirectamente- al desarrollo y aceptación del keynesianismo a través de la propuesta de economía funcional de Abba Lerner. Desde este punto de vista, el elemento central de la socialización es el control (a diferencia de propiedad) por parte del Estado de mecanismos financieros, especialmente de inversión y tasas de ganancia: «Pero más allá de esto, no se ve un caso obvio por un sistema de Socialismo de Estado. No es la propiedad de los medios de producción lo que es importante que el Estado controle. Si el Estado es capaz de determinar el uso agregado de recursos dedicados a aumentar los instrumentos (Keynes usa esa palabra para designar bienes de capital) y la tasa básica de recompensa a quienes los poseen, habrá logrado todo lo que es necesario. Aún más, las medidas de socialización necesarias pueden ser introducidas gradualmente y sin romper la tradición general de la sociedad» y «veo el aspecto “rentista” del capitalismo como una fase transicional que desaparecerá cuando haya efectuado su labor. Y con la desaparición de esa fase rentista mucho más sufrirá un cambio profundo. Será además una gran ventaja del orden de cosas que estoy proponiendo, que la eutanasia del rentista, del inversionista sin otra función, será una continuación prolongada y gradual de lo que hemos visto hace poco en Gran Bretaña, y no necesitará una revolución».
Sin embargo, dentro de sistemas que en general pueden ser descritos como marxistas, el problema de quiénes y cómo implementan la planificación persiste y es percibido —por algunos— como un estancamiento en la introducción de medidas de socialización, como diferentes a las de estatización. Por ejemplo, en Cuba, Campos Santos argumenta: «El análisis de la experiencia del fracaso del “socialismo real” demuestra que de nada sirvieron ejércitos, tanques, aviones, submarinos y cohetes nucleares, cuando los corazones dejaron de latir por aquel sistema, y que el estancamiento en la socialización, por no avanzar en las nuevas relaciones socialistas de producción, fue la causa principal de aquel desastre... Los trabajadores no se sintieron comprometidos con aquella noción de socialismo que no satisfizo sus expectativas de bienestar, participación, democracia, libertad y justicia social y no les permitió ser los responsables directos de su porvenir, porque no cambió el modo de producción asalariado, ni, por tanto, las esencias burocráticas y corruptas del Estado y la superestructura correspondientes al capitalismo. Aquel, del Estado, era un capitalismo más ineficiente, menos democrático y más explotador y, por consiguiente, destinado al fracaso en la competencia con el capitalismo privado, si no avanzaba a una sociedad superior. Se vio: estatizar no es socializar».

## Concepciones actuales
En la actualidad el debate acerca de la implementación o no de medidas de socialización en Estados socialistas ha generalmente dejado de tener urgencia en círculos académicos.
Sin embargo sería erróneo considerar que tal «superación» implica que el debate en esos sectores —amen de los «comunitarios» o «izquierdistas»— acerca de lo que el concepto significa en términos reales y el como implementarlo, ha desaparecido. Por el contrario, más que nada parece significar que la socialización es generalmente aceptada, pero en diferentes modalidades. Por ejemplo, Vallejo describe siete tipos o formas de socialización:
Uno de los elementos en esa aceptación general de la socialización es la influencia que el concepto ha tenido en el desarrollo del Derecho constitucional o institucional moderno. Por ejemplo, Geffaell dice: «Si comparamos las viejas declaraciones de derechos con las modernas constituciones, observaremos multitud de nuevos artículos que antes no figuraban en Leyes fundamentades del Estado. En general, esto responde a una auténtica transformación social que tiene su reflejo en las Cartas constitucionales. Frente a las meras declaraciones de derechos que imponían la igualdad y libertad formales entre todos los ciudadanos, la crítica marxista y todo el socialismo pusieron pronto de relieve la ineficacia de esta igualdad y libertad si no se creaban al mismo tiempo los medios y garantías necesarios para que los ciudadanos tuvieran la posibilidad de utilizar esa igualdad al mismo tiempo que sus libertades».
Otro elemento importante en tal aceptación es la continuación e incluso extensión del ya mencionado proceso que se puede llamar «socialización espontánea», que conlleva a desarrollos tanto en el campo de la economía como de la ideología (ver, por ejemplo, comunitarismo)
Así, por ejemplo, Jorge Halperín sugiere que «Internet está no solo reforzando los lazos sociales, sino generando nuevas formas de socialización: hablo de inteligencia colectiva, de relaciones en red, ciberemotividad, cibertrabajo, en definitiva la creación de nuevas identidades en transición a un quehacer colectivo». (véase también: Nueva economía y Economía del conocimiento).
Entre esas nuevas aproximaciones a lo que se entiende por socialización, desde el punto de vista comunitario, una de las propuestas más novedosas —generalmente conocida como democracia económica— es la de David Schweickart: llevar los métodos democráticos a las empresas y conservar a toda costa el mercado de bienes y servicios «porque en un sistema socialista viable, el mercado competitivo debe existir. Otra cosa es el mercado financiero, que se debe controlar públicamente ya que genera una gran inestabilidad en todas las economías nacionales».
Schweickart sugiere —en su Más allá del capitalismo— el pago, por parte de las empresas, de un impuesto sobre el valor de sus activos de capital, los que se consideran propiedad colectiva de la sociedad en su conjunto, que los arrienda a los trabajadores. Estos pagan una renta que constituye el impuesto sobre estos activos.
Otra propuesta de interés es la Kojin Karatani —en Transcritique— acerca del Movimiento NeoAsociacionismo —New Associationist Movement o NAM en inglés—. El neoasociacionismo es concebido como una asociación nacional o de Estado «comunal» (o de asociaciones) que difiere de la del capitalismo o Estado-nación, inspirada por la concepción del LETS que se basa en el dinero «no mercadeable».

Varios grupos radicales, que desde los años 70 buscan hacer el balance del movimiento revolucionario del siglo XX prefieren utilizar el término comunización. Una de las conclusiones propuestas por estos grupos, es que el futuro paso hacia una sociedad poscapitalista no podrá estar mediado por ningún período de transición, sino que deberá consistir en la implementación inmediata de medidas para abolir las relaciones sociales capitalistas. Esto implicaría la abolición de la propiedad privada y estatal, la supresión del trabajo asalariado, así como el fin del intercambio de mercancías y por tanto del dinero. Desde esta perspectiva la revolución ya no es vista como la instauración de un poder político que reemplace al poder actual, sino como la abolición de la política en todas sus formas, y su reemplazo por formas de actividad directamente sociales. Asimismo, esta noción supone el fin de la democracia, por ser ésta la expresión política más desarrollada del capitalismo, es decir, una forma de organización que permite unificar artificialmente a una sociedad dividida en clases. Gilles Dauvé, uno de los principales animadores de esta tendencia, ha ofrecido lo que es quizás la mejor síntesis teórica al respecto. A él pertenece la siguiente definición:
Comunización.. es la apropiación por la humanidad de su riqueza e implica una transformación inevitable de esta riqueza. Esto requiere la destrucción de las empresas como unidades separadas y, por lo tanto, de la ley del valor, no en orden a socializar la ganancia sino para circular bienes entre los centros industriales sin la mediación del valor... El problema no es eliminar lo «malo» del capitalismo (valorización) mientras se mantiene lo «bueno» (producción). Como hemos visto, el valor y la lógica de la ganancia impone un cierto tipo de producción, desarrolla ciertas ramas y olvida otras; alabar la productividad y crecimiento es cantar himnos a la gloria del capital.
Si bien los grupos que plantean esta idea han sido influidos por la Internacional Situacionista, éstos forman una corriente que hunde sus raíces en una época anterior: entre sus influencias se hallan las fracciones comunistas que se opusieron a la bolchevización de la Tercera Internacional en los años 20; grupos como Socialismo o Barbarie y los propios situacionistas en los 60; y una variedad de organizaciones de inspiración consejista que florecieron en Europa en los años 60 y 70 (entre ellos La Guerre Sociale, la revista Etcétera en España, La Banquise y otros). Particularmente importantes han sido, en años más recientes, las investigaciones teóricas desarrolladas por grupos como Theorie Communiste y la revista Troploin. Asimismo, en torno a estas discusiones se han desarrollado en años recientes una serie de publicaciones y grupos que se definen como «corriente comunizadora». No obstante, pese a la apariencia de homogeneidad que dicha corriente pueda tener, en su interior se dan frecuentes discrepancias acerca del sentido de la noción y de su utilizabilidad práctica.